# Hilara zermattensis
Hilara zermattensis är en tvåvingeart som beskrevs av Chvala 1999. Hilara zermattensis ingår i släktet Hilara och familjen dansflugor. Inga underarter finns listade i Catalogue of Life.